# Jeziorna (Konstancin-Jeziorna)
Jeziorna – dzielnica Konstancina-Jeziorny w woj. mazowieckim, w powiecie piaseczyńskim. Dawniej miasto.
Nazwa Jeziorna odnosi się faktycznie do trzech, odrębnych, chociaż położonych bardzo blisko siedlisk – Jeziorny Królewskiej, pokrywającej się z obecną dzielnicą Jeziorna, pozostającej pod władzą króla; Jeziorny Oborskiej, obejmującej teren obecnej dzielnicy Grapa wzdłuż ul. Wilanowskiej i na wschód od niej, będącej własnością dziedziców Obór; Jeziorny Bankowej, obejmującej obecny Mirków, należącej do właścicieli fabryki papieru.
Wieś królewska Jeziora w 1580 roku położona była w powiecie warszawskim ziemi warszawskiej województwa mazowieckiego.

## Historia
Pierwsza wzmianka na temat Jeziorny pojawiła się w dokumentach z 1410 roku przy okazji wyłączenia parafii w Powsinie z parafii wilanowskiej. Z miejscowością wiąże się powiedzenie „Czy wiesz gdzie Jeziorna?”, oznaczające w XVIII wieku groźbę „apelacyi pod Jeziorną”, czyli pojedynku. Na terenie objętym władzą marszałka dworu pojedynki były zakazane. Granicę stanowiła rzeka Jeziorka, dlatego ówcześna ludność korzystała tam z ustronnego miejsca – prawdopodobnie położonego w miejscu dzisiejszego Parku Zdrojowego lub osiedla Grapa. Rzeka rozdzielała także Jeziornę Królewską (na północ od Jeziorki), pozostającą we władzy króla, od Jeziorny Oborskiej (na południu), należącej do właścicieli Obór.
24 czerwca 1607 r. rokoszanie Zebrzydowskiego obradując na polach Jeziorny uchwalili swój manifest do króla Zygmunta III Wazy, wydając akt detronizacji monarchy.
W roku 1956 liczyła 4800 mieszkańców, a w 1962 – 6100. Do 1954 roku siedziba wiejskiej gminy Jeziorna. W 1956 roku Jeziorna otrzymała prawa osiedla, a w 1962 prawa miejskie. W 1969 roku Jeziorna została połączona ze Skolimowem-Konstancinem (prawa miejskie 1952 r.) tworząc tym samym nowy ośrodek miejski - Konstancin-Jeziorna.

## Papiernictwo
Od początków XV wieku na terenie Jeziorny (konkretnie tzw. Jeziorna Oborska, leżąca na terenach dóbr Oborskich) funkcjonował młyn. W obecnym miejscu przy grobli nad Jeziorną zlokalizowany był co najmniej od 1730 roku. W 1775 roku baron Jan Kurtz zwrócił się do króla Poniatowskiego z propozycją założenia w Jeziornie papierni. Zakład został wybudowany półtora kilometra w dół rzeki od tego pierwszego młyna. Był to jeden z najstarszych zakładów papierniczych w Polsce i pierwszy na terenie Mazowsza. W powstałej wtedy Królewskiej Fabryce Papiery czerpano m.in. papier na którym spisana została Konstytucja 3 maja. Przy papierni powstała osada. W kolejnych latach zakład przechodził na własność Samuela Bruschkego, a następnie Józefa Krzyczkowskiego. Trzykrotnie spłonął – w latach 1804, 1819 i 1829.
W 1830 roku zakład przeszedł na własność Banku Polskiego. Powstawał w nim papier używany m.in. do druku papierów wartościowych. W 1836 r. wyposażony on został w nowoczesne maszyny sprowadzone dwa lata wcześniej z Wiednia – była to pierwsza maszyna papiernicza w Polsce, pozwalająca na produkcję „papieru bez końca”. Umieszczono ją w wykupionym na te potrzeby „górnym zakładzie”, zaprojektowanym przez Jana Jakuba Gaya w latach 1836–1838 i położonym w miejscu dawnego młyna. Stworzono wtedy nowoczesny kompleks industrialny, łączący dwa zakłady. Od tamtej pory przyjęło się nazywać nowy kompleks „górną papiernią”, stary zaś „dolną papiernią”. W 1888 r. zakład w Jeziornie wykupiło Akcyjne Towarzystwo Mirkowskiej Fabryki Papieru. Z inicjatywy Edwarda Natansona w rok później przeniesiono do Jeziorny z Mirkowa większość maszyn i fachowców. Również z jego inicjatywy powstało osiedle Porąbka, przeznaczone dla pracowników nowej fabryki. Dla uczczenia przemysłowca przez szereg lat używano na jego określenie nazwy Edwardów, sama zaś dzielnica nazywana jest obecnie Mirkowem od nazwy macierzystej papierni.
Po 1945 papiernia w Jeziornie znana była jako WZP – jeden z głównych producentów papieru w PRL, w latach 90. XX wieku sprywatyzowany. Przez lata górny kompleks zredukowany został do celów szmaciarni (i tym mianem jest nadal czasem określany) oraz magazynów. Spłonął niemal doszczętnie w pożarze w 1984 roku. W odrestaurowanych i rozbudowanych budynkach starej części papierni stworzono w 2002 roku centrum handlowe „Stara Papiernia” (według projektu architektów Bulanda i Mucha (BiM)). „Dolny” zakład, należący w ostatnim okresie działalności do Metsa, przestał produkować papier i został zamknięty w 2012 roku. Większość zakładu, z wyłączeniem niektórych obiektów zabytkowych i komina, wyburzono w latach 2013–2014.
Na terenie Jeziorny znajduje się elektrociepłownia przemysłowa.

## Gmina żydowska
Przed II wojną światową w Jeziornie silna była gmina żydowska. Według spisu powszechnego z roku 1921 Żydzi stanowili połowę mieszkańców osady (było ich 329), w roku 1939 liczba ta wzrosła do 455. Osiedlali się głównie w rejonie ul. Bielawskiej, Fabrycznej, Zgody i Koziej. Teren w okolicy ul. Koziej jest do dziś popularnie określany jako „Argentyna”, ze względu na kraj, do którego wyemigrowała za chlebem duża grupa Żydów z Jeziorny. Na terenie działała m.in. bożnica wybudowana na początku lat 30. u zbiegu ul. Warszawskiej i ul. Bielawskiej i mykwa (budynek zachowany do dziś, przy ul. Bielawskiej) oraz rytualna ubojnia. W mieście nie było kirkutu, zmarłych chowano w Górze Kalwarii lub Piasecznie.
W czasie wojny Niemcy najpierw zgromadzili Żydów z Jeziorny i okolic w krótko istniejącym getcie (znajdującym się między rzeką Jeziorką a ulicą Bielawską), a następne wywieźli ich do getta w Warszawie (dokładna data wywózki nie jest pewna – jedne źródła mówią o 25 stycznia 1941 roku inne o 22 lutego 1941 roku). Szarytki z pobliskiego Klarysewa ukrywały w czasie wojny ok. setki żydowskich dzieci, nie tylko z Jeziorny, ale także uratowanych z getta warszawskiego.